# Ammophila xinjiangana
Ammophila xinjiangana es una especie de avispa del género Ammophila, familia Sphecidae.

## Taxonomía
Fue descrito por primera vez en 1989 por Li y C. Yang.